# Оклопни крсташ Гнајзенау
Оклопни крсташ Гнајзенау био је ратни брод немачке ратне морнарице, поринут 1906. Потопљен је у бици код Фолкландских острва (1914).

## Карактеристике

### Димензије
Гнајзенау је био оклопни крсташ класе Шарнхорст (заједно са оклопним крсташем Шарнхорст) - ратни брод сличан крстарици, али са јачим наоружањем и бољом оклопном заштитом. Грађени после руско-јапанског рата (1904—1905), оклопни крсташи класе Шарнхорст били су јаче оклопљени (повећањем дебљине и ширине оклопног појаса, и оклопљавањем дела надвођа), боље наоружани (са већим бројем и калибром главних оруђа) и бржи од старијих модела. Поринут 1906, Гнајзенау је био дуг 144 mм и широк 21.6 mм, дубине газа 7.5 mм, са депласманом од 11.600 тона. Погонске парне машине од 28.000 КС давале су максималну брзину од 22 чвора. Бродска посада имала је 800 морнара и официра.

### Наоружање
Био је наоружан са 8 главних топова калибра 210 мм (у две двоцевне оклопне куле на прамцу и на крми и 4 казамата на боковима брода) и помоћном артиљеријом калибра 150 мм (6 топова у казаматима по боку брода) и 88 мм (18 топова на палуби и надграђима). Поред артиљерије, био је наоружан и са 4 подводне торпедне цеви.

### Оклоп
Оклопна заштита састојала се од оклопног појаса дебљине 150 мм по целој дужини брода, казамата и топовских кула (дебљине оклопа до 200 мм) и засвођене палубе, која се спуштала испод водене линије до доњег руба оклопног појаса, дебљине 55 мм.

## У борби
У бици код Коронела (1914), немачки оклопни крсташи Шарнхорст и Гнајзенау потопили су после кратке борбе британске оклопне крсташе Гуд Хоуп и Монмаут, али су само месец дана касније у бици код Фолкландских острва оба немачка брода уништена у сукобу са британским бојним крсташима.